# Kostel
Pour les articles homonymes, voir Kostel (homonymie).
Kostel est une commune du sud de la Slovénie située dans la région de la Basse-Carniole à la frontière avec la Croatie.

## Géographie
La commune est située dans une région vallonnée appartenant à la partie septentrionale des Alpes dinariques. Kostel est traversée par la rivière Kolpa qui, au sud, marque en partie la frontière entre la Slovénie et la Croatie.
La commune abrite un château ainsi que les grottes de Jelovička, Kobilna et de Mihova.

### Villages
Les localités qui composent la commune sont Ajbelj, Banja Loka, Briga, Brsnik, Colnarji, Delač, Dolenji Potok, Dren, Drežnik, Fara, Gladloka, Gorenja Žaga, Gorenji Potok, Gotenc, Grgelj, Grivac, Hrib pri Fari, Jakšiči, Jesenov Vrt, Kaptol, Kostel, Krkovo nad Faro, Kuželj, Laze pri Kostelu, Lipovec pri Kostelu, Mavrc, Nova sela, Oskrt, Padovo pri Fari, Petrina, Pirče, Planina, Poden, Podstene pri Kostelu, Potok, Puc, Rajšele, Rake, Sapnik, Selo pri Kostelu, Slavski Laz, Srednji Potok, Srobotnik ob Kolpi, Stelnik, Stružnica, Suhor, Štajer, Tišenpolj, Vas, Vimolj, Vrh pri Fari, et Zapuže pri Kostelu.

## Démographie
Entre 1999 et 2021, la population de la commune de Kostel est restée relativement faible avec moins de 1 000 habitants,.
Évolution démographique
| 1999 | 2000 | 2001 | 2002 | 2003 | 2004 | 2005 | 2006 | 2007 |
| ---- | ---- | ---- | ---- | ---- | ---- | ---- | ---- | ---- |
| 680  | 669  | 680  | 682  | 688  | 694  | 700  | 684  | 683  |
| 2008 | 2009 | 2010 | 2011 | 2012 | 2013 | 2014 | 2015 | 2016 |
| 681  | 647  | 665  | 663  | 632  | 644  | 650  | 646  | 641  |
| 2017 | 2018 | 2019 | 2020 | 2021 |      |      |      |      |
| 640  | 637  | 639  | 635  | 691  |      |      |      |      |